# Atractomorpha rufopunctata
Atractomorpha rufopunctata är en insektsart som beskrevs av Bolívar, I. 1894. Atractomorpha rufopunctata ingår i släktet Atractomorpha och familjen Pyrgomorphidae. Inga underarter finns listade i Catalogue of Life.